# Ernsgaden
Ernsgaden ist eine Gemeinde im oberbayerischen Landkreis Pfaffenhofen an der Ilm.

## Geografie
Ernsgaden liegt in der Region Ingolstadt. Die Gemeinde hat keine weiteren Gemeindeteile. Es gibt die Gemarkungen Ernsgaden und Feilenforst.

## Geschichte

### Bis zur Gemeindegründung
Graf Ernst von Hohenburg und Murach errichtete im Jahr 937 an der Stelle des heutigen Ortes Ernsgaden eine kleine Burg, die Keimzelle des Ortes war. Ernsgaden war lange geprägt von der Lage am Feilenforst und dessen Jagd. Der Ort gehörte zum Rentamt München und zum Landgericht Pfaffenhofen des Kurfürstentums Bayern. Im Zuge der Verwaltungsreformen in Bayern entstand mit dem Gemeindeedikt von 1818 die heutige Gemeinde.

### Einwohnerentwicklung
Zwischen 1988 und 2018 wuchs die Gemeinde von 1163 auf 1652 Einwohner bzw. um 42,1 %.
| Jahr      | 1970 | 1987 | 1991 | 1995 | 2000 | 2005 | 2010 | 2015 | 2020 |
| Einwohner | 1047 | 1138 | 1207 | 1238 | 1279 | 1436 | 1525 | 1573 | 1753 |

Die Einwohnerzahlen beziehen sich auf das heutige Gebiet der Gemeinde.

## Politik

### Gemeinderat
Die Gemeinderatswahlen seit 2008 erbrachten folgende Stimmenanteile und Sitzverteilungen:
| Partei/Liste                             | 2020  | 2020  | 2014  | 2008  |
| Partei/Liste                             | %     | Sitze | Sitze | Sitze |
| Christlich-Soziale Union in Bayern (CSU) | 49,77 | 6     | 6     | 6     |
| Freie Wähler Ernsgaden (FWE)             | 28,43 | 3     | 3     | 4     |
| SPD/Unabhängige Wähler (UW)              | 21,79 | 3     | 3     | 2     |

Der Gemeinderat besteht aus dem 1. Bürgermeister und weiteren zwölf Mitgliedern.

### Bürgermeister
Erster Bürgermeister ist seit 2020 Hubert Attenberger (CSU).
frühere Bürgermeister:
- 1945–1948: Michael Ottowitz
- 1948–1978: Sebastian Dinauer
- 1978–1996: Franz Attenberger
- 1996–2020: Karl Huber

(Quelle unter)

### Verwaltungsgemeinschaft
Die Gemeinde ist Mitglied der Verwaltungsgemeinschaft Geisenfeld. In Ernsgaden wird in der Hauptstraße 6 eine Gemeindekanzlei vorgehalten.

### Wappen
| Wappen der Gemeinde Ernsgaden | Blasonierung: „Gespalten von Silber und Grün; vorne ein roter Zickzackbalken, hinten ein silberner Zinnenturm, aus dessen mittlerer Zinne drei silberne Eichenblätter wachsen.“ |
| Wappen der Gemeinde Ernsgaden | Wappenbegründung: Der rote Zickzackbalken in Silber ist aus dem Wappen des Benediktinerinnenklosters Geisenfeld übernommen, das um 1037 von Graf Eberhard von Ebersberg gestiftet wurde. Ernsgaden gehörte zum Ausstattungsgut des Klosters. Die klösterliche Grundherrschaft spielte noch bis zur Säkularisation 1803 eine Rolle in der Gemeindemarkung. Der Zinnenturm weist als redendes Sinnbild auf die frühe Geschichte und den Namen des Ortes hin, ein wahrscheinlich im 10. Jahrhundert von einem Ernst angelegtes turmartiges Haus (Gaden) als Teil einer Befestigungsanlage. Markgraf Ernst der Jüngere überließ den Edelsitz Ernsgaden im 11. Jahrhundert dem Kloster Geisenfeld, dessen Vogtei um 1130 an die Wittelsbacher kam. Der Zickzackbalken ist zugleich das Allodwappen der Wittelsbacher (vgl. Scheyern). Die drei Eichenblätter symbolisieren die Lage der Gemeinde am Feilenforst und die historische Bedeutung des Forstes als Jagdgebiet. Dieses Wappen wird seit 1981 geführt. |

## Baudenkmäler

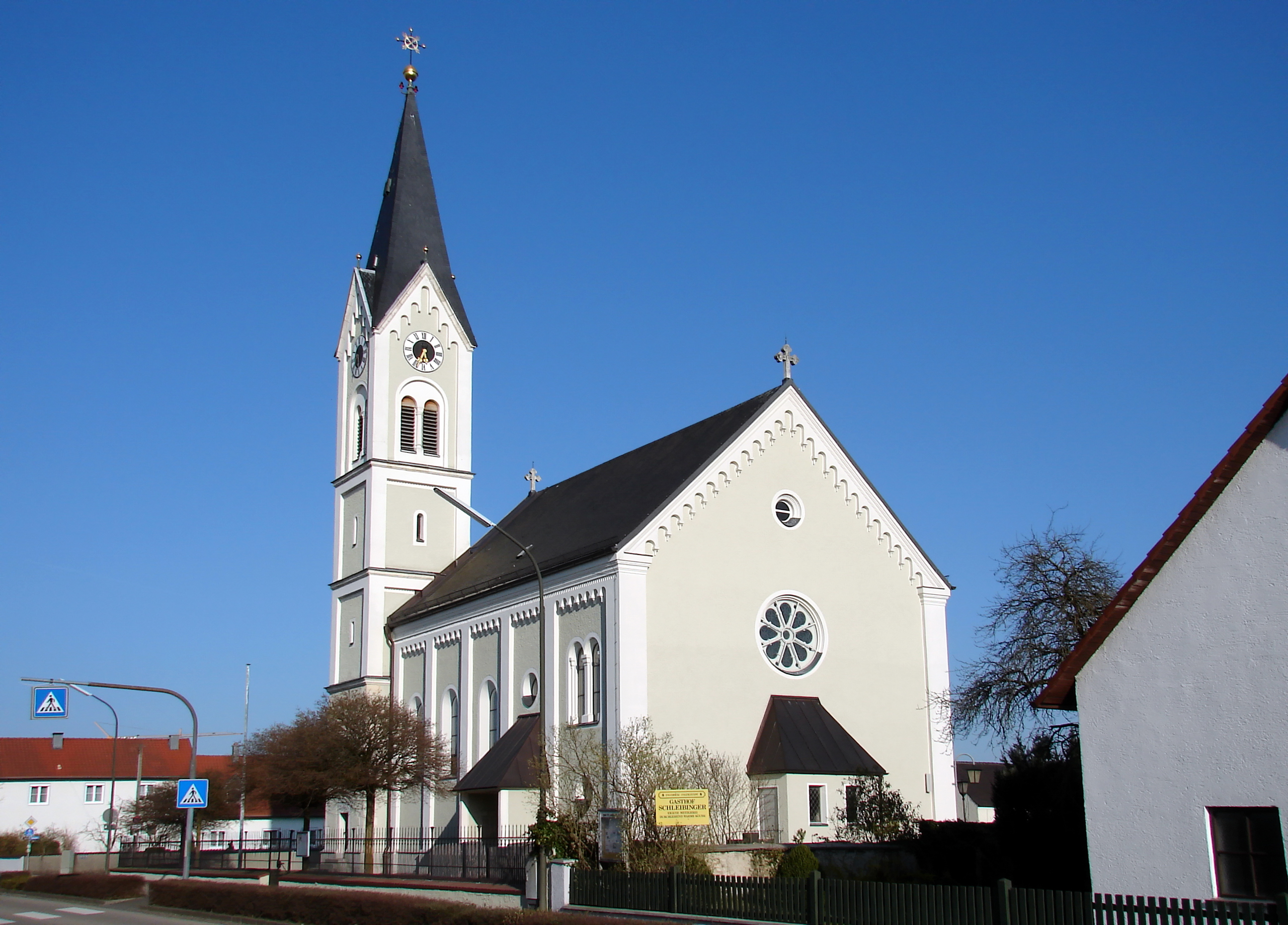
Katholische Pfarrkirche St. Laurentius

- Pfarrhof
- Gasthof zum Jägerwirt

## Wirtschaft und Infrastruktur

### Wirtschaft einschließlich Land- und Forstwirtschaft
2018 gab es in der Gemeinde 295 sozialversicherungspflichtige Arbeitsplätze. Von der Wohnbevölkerung standen 760 Personen in einem versicherungspflichtigen Beschäftigungsverhältnis. Damit war die Zahl der Auspendler um 465 Personen größer als die der Einpendler. Elf Einwohner waren arbeitslos. 2016 gab es fünf landwirtschaftliche Betriebe, die eine Fläche von 43 Hektar bewirtschafteten.

### Verkehr
Ernsgaden liegt an der Bahnstrecke Regensburg–Ingolstadt. Hier halten Regionalzüge der Strecke Eggmühl–Regensburg–Ingolstadt–Donauwörth–Ulm.

### Bildung
In der Gemeinde gibt es zwei Kindertagesstätten mit 124 Plätzen, von denen 122 belegt sind (Stand 1. März 2019).
An der Grundschule Ernsgaden unterrichten sieben Lehrkräfte, sie wird von 120 Schülern besucht (Stand Schuljahr 2019/2020).